# Istanbul Cup (patinação artística no gelo)
Istanbul Cup foi uma competição internacional de patinação artística no gelo de níveis sênior e júnior, sediado na cidade de Istambul, Turquia.

## Edições
| Ano  | Edição               | Cidade sede          | Sênior               | Sênior               | Sênior               | Júnior               | Júnior               | Júnior               | Ref   |
| Ano  | Edição               | Cidade sede          | M                    | F                    | D                    | M                    | F                    | D                    | Ref   |
| ---- | -------------------- | -------------------- | -------------------- | -------------------- | -------------------- | -------------------- | -------------------- | -------------------- | ----- |
| 2011 | 1.ª                  | Istambul             | •                    | •                    | •                    | •                    | •                    | •                    | [ 1 ] |
| 2012 | Competição cancelada | Competição cancelada | Competição cancelada | Competição cancelada | Competição cancelada | Competição cancelada | Competição cancelada | Competição cancelada | [ 2 ] |

## Lista de medalhistas

### Sênior

#### Individual masculino
| Evento                   | Ouro                    | Prata                  | Bronze              | Ref   |
| Istambul 2011 (detalhes) | Denis Ten · Cazaquistão | Misha Ge · Uzbequistão | Kim Lucine · Mônaco | [ 3 ] |

#### Individual feminino
| Evento                   | Ouro                         | Prata                      | Bronze                    | Ref   |
| Istambul 2011 (detalhes) | Patricia Gleščič · Eslovênia | Fleur Maxwell · Luxemburgo | Isabelle Pieman · Bélgica | [ 4 ] |

#### Dança no gelo
| Evento                   | Ouro                                         | Prata                                       | Bronze                                  | Ref   |
| Istambul 2011 (detalhes) | Julia Zlobina · Alexei Sitnikov · Azerbaijão | Valeria Starygina · Ivan Volobuiev · Rússia | Tanja Kolbe · Stefano Caruso · Alemanha | [ 5 ] |

### Sênior

#### Individual masculino júnior
| Evento                   | Ouro                      | Prata                  | Bronze                    | Ref   |
| Istambul 2011 (detalhes) | Engin Ali Artan · Turquia | Vlad Ionescu · Romênia | Burak Demirboga · Turquia | [ 6 ] |

#### Individual feminino júnior
| Evento                   | Ouro                 | Prata                 | Bronze                   | Ref   |
| Istambul 2011 (detalhes) | Sila Saygi · Turquia | Anais Claes · Bélgica | Oliya Clarkson · Granada | [ 7 ] |

#### Dança no gelo júnior
| Evento                   | Ouro                                        | Prata                                         | Bronze                                 | Ref   |
| Istambul 2011 (detalhes) | Valeria Zenkova · Valerie Sinitsin · Rússia | Evgenia Kosigina · Nikolai Moroshkin · Rússia | Cagla Demirsal · Berk Akalin · Turquia | [ 8 ] |